# Bloqueio da Wikipédia no Paquistão

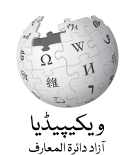
Logotipo da Wikipédia em urdu, a língua nacional do Paquistão

O bloqueio da Wikipédia no Paquistão diz respeito a uma decisão do governo paquistanês de não autorizar o acesso à enciclopédia eletrônica Wikipédia no Paquistão por três dias, de 3 de fevereiro a 6 de fevereiro de 2023. A justificativa dada para o bloqueio pela Autoridade de Telecomunicações do Paquistão foi a permanência de conteúdo considerado "sacrilégio", após uma notificação por esse órgão governamental à Fundação Wikimedia em 1º de fevereiro de 2023. Como consequência do bloqueio, o acesso à Wikipédia no Paquistão foi interrompido, deixando a enciclopédia inacessível à população local. 
Ativistas pelo conhecimento livre e por direitos humanos criticaram a decisão das autoridades paquistanesas. Em nota, a Fundação Wikimedia recorreu à Autoridade de Telecomunicações do Paquistão para restaurar o acesso à Wikipédia, afirmando que: "o acesso ao conhecimento é um direito humano. Um bloqueio da Wikipédia no Paquistão impede que a quinta nação mais populosa do mundo tenha acesso ao maior repositório livre de conhecimento".
O governo paquistanês tem um histórico de bloqueios a conteúdos na internet. No Paquistão, o YouTube foi bloqueado de 2012 a 2016, por conta de um filme sobre Maomé. Em 2020, o governo exigiu que o YouTube impedisse a circulação de todo conteúdo que reguladores do Estado considerassem "inadequados", e nos últimos anos, também efetuou bloqueios contra sites e aplicativos como o TikTok, o ByteDance e o Facebook.